# Zack & Wiki: Quest for Barbaros' Treasure
Zack & Wiki: Quest for Barbaros' Treasure, conhecido no Japão como Takara-jima Z Barbaros no Hihō (宝島Z バルバロスの秘宝 Takara-jima Zetto Barubarosu no Hihō?), é um jogo de vídeo game de aventura para o Wii. O jogo utiliza o mecanismo de controle do Wii Remote.

## Jogabilidade
Zack & Wiki é um jogo desenvolvido em uma perspectiva de aventura em terceira pessoa, no qual os jogadores controlam as ações de Zack utilizando o Wii Remote como nos famosos jogos "aponte e clique", que eram sucesso nos anos 90 nos PCs. O jogador pode apontar os objetos na tela, identificado pelo cursor, para que Zack possa investigar o itens ou se mover pela fase. Os inimigos nas fases podem ser transformados em itens quando Zack mexe seu companheiro Wiki como se fosse um sino.

## Campanha compre Zack & Wiki
Matt Casamassina, o editor chefe do canal da Nintendo no IGN, e Mark Bozon fizeram analises positivas sobre o jogo e sua jogabilidade inovadora e única. Casamassina oficialmente começou uma campanha para que o maior número de pessoas possíveis comprasse o jogo, mesmo as que duvidavam da capacidade do mesmo.

## Ligações Externas
- (em inglês)Site Oficial
- (em inglês)Zack & Wiki no IGN
- Zack & Wiki no Wii Club
- Zack & Wiki no GameStart